# For Life. 'Til Death. To Hell. With Love.
For Life. 'Til Death. To Hell. With Love. är det svenska progressiva metal-bandet Enter the Hunts debutalbum som gavs ut i augusti 2006 av skivbolaget Epic Records (dotterbolag till Sony Music Entertainment). Efter ett par år av liveframträdanden släpptes i juni 2006 EP:n Become the Prey, vilken innehåller tre låtar, varav en; "Never Stop", även återfinns på fullängdsalbumet.
Debutalbumets producent är Jacob Hellner som också bland annat producerat Rammsteins och Clawfingers album. Alla texter på albumet är skrivna av Krister Linder och musiken av Enter the Hunt.

## Låtlista
1. "Setting Sun" – 3:55
2. "Erased in Grace" – 3:46
3. "One" – 5:13
4. "Forever" – 4:43
5. "Go" – 3:58
6. "Even the Night" – 3:45
7. "Never Stop" – 3:21
8. "Black Stars" – 3:30
9. "Alone" – 3:43
10. "Yours Truly" – 5:23

## Medverkande
Musiker (Enter the Hunt-medlemmar)
- Krister Linder - sång
- Stefan Kälfors - trummor
- Pontus Lindqvist - basgitarr
- Björn Flodkvist - gitarr, bakgrundssång
- Mats Ståhl - gitarr

Produktion
- Jacob Hellner – producent
- Tom van Heesch – ljudtekniker
- Ulf Kruckenberg – ljudtekniker (trummor), ljudmix
- Howie Weinberg – mastering
- Petter Eriksson – omslagsdesign
- Erika Sjöberg, Linus Ersson – omslagskonst